# Calliandra riparia
Calliandra riparia es una especie americana perteneciente a la subfamilia de las Mimosóideas dentro de las leguminosas (Fabaceae). Es originaria de Venezuela.

## Taxonomía
Calliandra riparia fue descrita por Henri Pittier y publicado en Árboles y arbustos nuevos de Venezuela 6–8: 80. 1927.
Etimología
Calliandra: nombre genérico derivado del griego kalli = "hermoso" y andros = "masculino", refiriéndose a sus estambres bellamente coloreados.
riparia: epíteto latíno que significa  "de los bancos de ríos".
Sinonimia
- Calliandra schultzei Harms	basónimo[4]